# Эскадра

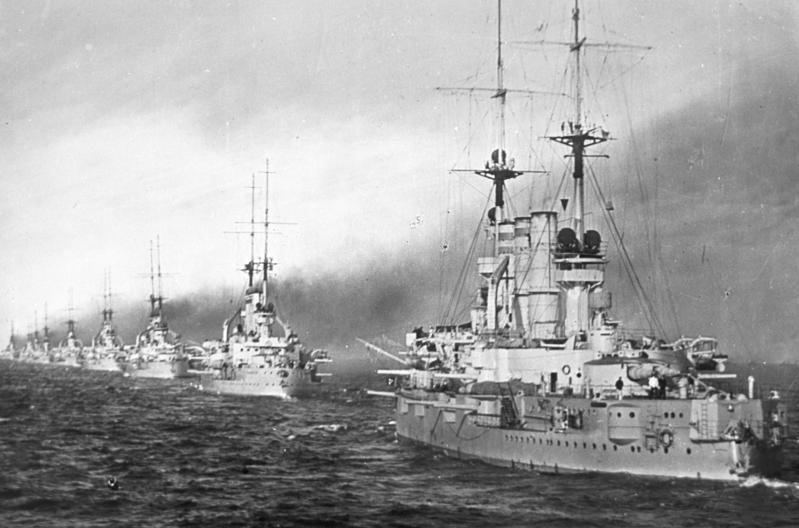
Эскадра

Эска́дра (от фр. escadre через итал. squadra от лат. exquadra — четырёхугольный боевой строй) — принятое во флотах название самостоятельного соединения кораблей, ходящих под флагом специально назначенного командира (флагмана), ранее несколько судов, ходящих под начальством адмирала
В 1930-х годах название Эскадра присваивалось преимущественно оперативным соединениям военно-морского флота (ВМФ), но в некоторых ВМФ оно давалось и тактическим (например в английском флоте), предназначенным для решения оперативных и тактических боевых задач на морских и океанских театрах военных действий (театре войны). С развитием военного дела также использовалось для именования формирований в воздушных флотах некоторых государств и в броневых силах РККА.

## История

### Флот
В эпоху парусных кораблей эскадра была главным боевым соединением флота. Согласно Петровскому морскому уставу 1720 года флот состоял из трёх эскадр:
- белого флага — кордебаталия
- синего флага — авангард
- красного флага — арьергард.

В середине XVIII века основным соединением морского флота была дивизия. Эскадра состояла из трёх дивизий: 
- 1-я дивизия — кордебаталия — находилась в центре боевого порядка, возглавлялась адмиралом (он же командовал всей эскадрой);
- 2-я дивизия — авангард — располагалась в голове боевого порядка, возглавлялась вице-адмиралом;
- 3-я дивизия — арьергард — завершала боевой порядок, возглавлялась контр-адмиралом.

Количество кораблей в эскадре зависело от наличия линейных кораблей во флоте. Кроме линейных кораблей в зависимости от поставленных задач эскадре придавались фрегаты, галеры, пинки, гекботы, шнявы, бомбардирские корабли, брандеры и другие военные суда.
В период царствования Павла I в 1797 году был издан новый морской устав, согласно которому были внесены изменения в организационную структуру флотов, прежние эскадры получили название дивизий, а дивизии стали эскадрами.
В эпоху паровых броненосных кораблей эскадры были главными боевыми формированиями действующих флотов. Состояли эскадры из бригад линкоров и крейсеров, миноносной дивизии, отряда заграждения и судов обеспечения.
В ЭСБЕ указано что несколько эскадр составляют флот. Эскадра Флота морских сил России, на 1914 год, состояла из дивизии линейных кораблей (8 кораблей), бригады броненосных крейсеров (4 крейсера), дивизии крейсеров (8 крейсеров), дивизии эскадренных миноносцев (36 миноносцев и один крейсер) и вспомогательных судов. Дивизии линкоров и крейсеров делились на бригады по 4 корабля. Дивизия эсминцев — на две бригады по два дивизиона в бригаде, по 9 кораблей в дивизионе.
В современных флотах в состав эскадр могут входить несколько дивизий или бригад, отдельные дивизионы надводных кораблей и подводных лодок различных классов, а также вспомогательные суда. Существуют также отдельные эскадры, в которые входят только надводные корабли или подводные лодки, в некоторых случаях создаются оперативные эскадры как временные формирования. В эскадры могут также объединяться корабли и суда, находящиеся в дальнем плавании.

#### Примеры
Ниже представлены примеры эскадр:
- Русская эскадра;
- Эскадра Черноморского флота;
- Первая и Вторая Тихоокеанская эскадра
- и другие.

### Воздушный флот
Первая в мире эскадра в воздушном флоте была сформирована в Вооружённых силах России имперского периода — Эскадра воздушных кораблей «Илья Муромец».

#### Россия
К началу Великой войны (1 августа 1914 года) в России впервые в мире были построены тяжёлые самолёты и это были четыре аэроплана «Илья Муромец». И к сентябрю этого же года они были переданы в Императорский военно-воздушный флот ВС России.
Всероссийским императором 23 декабря 1914 года было утверждено постановление Военного совета о создании эскадры бомбардировщиков «Илья Муромец» (Эскадра воздушных кораблей, ЭВК), ставшей первым в мире соединением бомбардировщиков. Её начальником был назначен М. В. Шидловский. Управление эскадры воздушных кораблей «Илья Муромец» находилось при штабе Верховного главнокомандующего в Ставке Верховного главнокомандующего. Подготовка личного состава, организация сборочных мастерских и аэродромной службы позволили развернуть боевую работу только в начале 1915 года. Эскадра в это время базировалась на аэродроме у деревни Старая Яблонна в полосе действий 1-й армии Северо-Западного фронта. Первый раз на боевое задание самолёт эскадры вылетел 27 февраля 1915 года.
За годы Великой войны в воздушный флот России поступило 60 боевых машин типа «Илья Муромец». Эскадра совершила 400 боевых вылетов, сбросила 65 тонн бомб и уничтожила 12 вражеских истребителей. При этом за всю империалистическую войну непосредственно истребителями неприятеля была сбита всего одна боевая машина (которую атаковало сразу 20 самолётов), а подбито — три.

#### Германия
В нацистской Германии также существовали Эскадры воздушного флота.

### Броневые силы
Также, в 1923 году, эскадрой называлось относительно крупное соединение броневых сил РККА, состоящее из двух флотилий: тяжёлой и лёгкой.

Год спустя, в начале сентября 1923 года, броневые силы подверглись новым организационным изменениям. Отдельные небольшие автотанковые отряды (бронеотряды) были сведены в относительно крупное соединение — «эскадру» танков, которая состояла из двух флотилий: тяжелой и лёгкой.— А. И. Радзиевский, Танковый удар., М., Воениздат, 1977 г.